# Energia libera di Gibbs standard di formazione
L'energia libera di Gibbs standard di formazione, {\displaystyle \Delta _{\mathrm {f} }G^{\circ }} o {\displaystyle \Delta G_{\mathrm {f} }^{\circ }}, è la variazione di energia libera di Gibbs associata al processo di sintesi di una specie chimica partendo dagli elementi che la costituiscono, nel loro stato standard. Lo stato standard di un elemento è la sua forma allotropica più stabile alla pressione standard di 1 bar (100 kPa). Lo stato standard non dipende dalla temperatura per chiarezza spesso si riportano i dati a {\displaystyle 298\;\mathrm {K} }.
L'energia libera di Gibbs standard di formazione viene solitamente espressa in rapporto alla quantità di sostanza del composto formato, {\displaystyle \Delta _{\mathrm {f} }{\hat {G}}^{\circ }}, e viene misurata, nel Sistema Internazionale, in kJ/mol.
L'energia di Gibbs standard di formazione è legata all'entalpia standard di formazione e all'entropia standard di formazione dalla seguente relazione:
{\displaystyle \Delta _{\mathrm {f} }{\hat {G}}^{\circ }=\Delta _{\mathrm {f} }{\hat {H}}^{\circ }-T\Delta _{\mathrm {f} }{\hat {S}}^{\circ }}
In base alla definizione, l'energia libera di Gibbs standard di formazione degli elementi è presa come riferimento ed è quindi uguale a zero. Ad esempio la reazione standard di formazione dell'idrogeno {\displaystyle {\ce {H2}}} gassoso ha sia come prodotto che come reagente {\displaystyle {\ce {H2}}} alla pressione standard e alla stessa temperatura, quindi nella "reazione" non ci può essere alcuna variazione di energia libera. Per lo stesso motivo in tali "reazioni" non c'è variazione di entalpia o di entropia.
{\displaystyle \mathrm {H_{2}} =\mathrm {H_{2}} \;\;\to \;\;\Delta _{\mathrm {f} }G^{\circ }=0}  (senza unità di misura)

## Composti esoergonici
I composti per i quali {\displaystyle \Delta _{\mathrm {f} }{\hat {G}}^{\circ }} è minore di zero vengono detti esoergonici, e la loro sintesi dagli elementi è termodinamicamente favorita. Esempi di composti esoergonici sono l'acqua, l'ammoniaca, il metano, il biossido di carbonio:
| Reazione                                                                      | Valore di {\displaystyle \Delta _{\mathrm {f} }{\hat {G}}^{\circ }} a 298 K |
| ----------------------------------------------------------------------------- | --------------------------------------------------------------------------- |
| {\displaystyle {\ce {H2(g)\ +\ {\frac {1}{2}}O2(g)\to H2O(l)}}}               | {\displaystyle -237,13\;{\frac {\mathrm {kJ} }{\mathrm {mol} }}}            |
| {\displaystyle {\ce {{\frac {3}{2}}H2(g)\ +\ {\frac {1}{2}}N2(g)\to NH3(g)}}} | {\displaystyle -16.45\;{\frac {\mathrm {kJ} }{\mathrm {mol} }}}             |
| {\displaystyle {\ce {C(s,\,grafite)\ +\ 2H2(g)\to CH4(g)}}}                   | {\displaystyle -50.72\;{\frac {\mathrm {kJ} }{\mathrm {mol} }}}             |
| {\displaystyle {\ce {C(s,\,grafite)\ +\ O2(g)\to CO2(g)}}}                    | {\displaystyle -394.36\;{\frac {\mathrm {kJ} }{\mathrm {mol} }}}            |

## Composti endoergonici
I composti per i quali {\displaystyle \Delta _{\mathrm {f} }{\hat {G}}^{\circ }} è maggiore di zero vengono detti endoergonici, la loro sintesi dagli elementi è termodinamicamente sfavorita. Esempi di composti endoergonici sono il cianuro di idrogeno, l'idrazina, il benzene, l'ossido di diazoto:
| Reazione                                                                                         | Valore di {\displaystyle \Delta _{\mathrm {f} }{\hat {G}}^{\circ }} a 298 K |
| ------------------------------------------------------------------------------------------------ | --------------------------------------------------------------------------- |
| {\displaystyle {\ce {{\frac {1}{2}}H2(g)\ +\ C(s,\;grafite)\ +\ {\frac {1}{2}}N2(g)\to HCN(g)}}} | {\displaystyle +124.7\;{\frac {\mathrm {kJ} }{\mathrm {mol} }}}             |
| {\displaystyle {\ce {2H2(g)\ +\ N2(g)\to N2H4(g)}}}                                              | {\displaystyle +149.43\;{\frac {\mathrm {kJ} }{\mathrm {mol} }}}            |
| {\displaystyle {\ce {6C(s,\,grafite)\ +\ 3H2(g)\to C6H6(l)}}}                                    | {\displaystyle +124.3\;{\frac {\mathrm {kJ} }{\mathrm {mol} }}}             |
| {\displaystyle {\ce {N2(g)\ +\ {\frac {1}{2}}O2(g)\to N2O(g)}}}                                  | {\displaystyle +104.20\;{\frac {\mathrm {kJ} }{\mathrm {mol} }}}            |

## Esempi di calcolo
In termochimica le energie libere di Gibbs standard di formazione rivestono un ruolo importante perché da esse è possibile risalire all'energia libera di Gibbs standard di reazione. Infatti per una generica reazione chimica:
{\displaystyle \sum _{i}\nu _{i}R_{i}=0}
dove {\displaystyle \nu _{i}} sono i numeri stechiometrici (positivi per i prodotti e negativi per i reagenti) e {\displaystyle R_{i}} le sostanze chimiche in esame, l'energia libera di Gibbs standard di reazione è data da:
{\displaystyle \Delta _{\mathrm {r} }{\hat {G}}^{\circ }=\sum _{i}\nu _{i}\cdot \Delta _{\mathrm {f} }{\hat {G}}_{i}^{\circ }}
Per esempio, dai dati riportati sopra, si possono ottenere i valori di {\displaystyle \Delta _{\mathrm {r} }{\hat {G}}^{\circ }} delle seguenti reazioni, condotte alla temperatura di {\displaystyle 298\;\mathrm {K} }:
- {\displaystyle {\ce {CH4(g)\ +\ 2O2(g)\to CO2(g)\ +\ 2H2O(l)}}}

{\displaystyle \Delta _{\mathrm {r} }G^{\circ }=(-394.36+2\cdot (-237.13))-(-50.72+2\cdot 0)=-817.9\;{\frac {\mathrm {kJ} }{\mathrm {mol} }}}
- {\displaystyle {\ce {CH4(g)\ +\ NH3(g)\to HCN(g)\ +\ 3H2(g)}}}

{\displaystyle \Delta _{\mathrm {r} }G^{\circ }=(124.7+3\cdot 0)-(-50.72+(-16.45))=+187.42\;{\frac {\mathrm {kJ} }{\mathrm {mol} }}}
- {\displaystyle {\ce {N2H4(g)\ +\ 2N2O(g)\to 2H2O(l)\ +\ 3N2(g)}}}

{\displaystyle \Delta _{\mathrm {r} }G^{\circ }=(2\cdot (-237.13)+3\cdot 0)-(149.43+2\cdot (104.20))=-832.09\;{\frac {\mathrm {kJ} }{\mathrm {mol} }}}